# Steve Pinizzotto
Steve Pinizzotto, född 26 april 1984, är en kanadensisk–tysk professionell ishockeyspelare som spelar inom ishockeyorganisationen Edmonton Oilers i NHL. Han har tidigare representerat Vancouver Canucks och Florida Panthers.
Pinizzotto blev aldrig draftad av något lag.